# Saincaize-Meauce
Saincaize-Meauce település Franciaországban, Nièvre megyében. Lakosainak száma 364 fő (2022. január 1.). Saincaize-Meauce Apremont-sur-Allier, Neuvy-le-Barrois, Challuy, Gimouille, Magny-Cours és Mars-sur-Allier községekkel határos.

## Népesség
A település népessége az elmúlt években az alábbi módon változott:
| Lakosok száma | 406  | 394  | 391  | 376  | 368  | 369  | 369  | 370  | 364  |
|               | 2013 | 2015 | 2016 | 2017 | 2018 | 2019 | 2020 | 2021 | 2022 |